# 78 (عدد)
78 (ثمانية وسبعون) هو عدد طبيعي يلي العدد 77 ويسبق العدد 79.